# Blagdon
Blagdon is een civil parish in het bestuurlijke gebied North Somerset, in het Engelse graafschap Somerset met 1116 inwoners.